# La Capelle-Bonance
La Capelle-Bonance är en kommun i departementet Aveyron i regionen Occitanien i södra Frankrike. Kommunen ligger  i kantonen Campagnac som ligger i arrondissementet Millau. År 2022 hade La Capelle-Bonance 91 invånare.

## Befolkningsutveckling
Antalet invånare i kommunen La Capelle-Bonance
Referens: INSEE